# Chassy (Yonne)
Chassy település Franciaországban, Yonne megyében. Lakosainak száma 475 fő (2022. január 1.). Chassy Saint-Maurice-Thizouaille, La Ferté-Loupière, Les Ormes, Poilly-sur-Tholon, Le Val-d'Ocre és Montholon községekkel határos.

## Népesség
A település népességének változása:
| Lakosok száma | 463  | 462  | 473  | 460  | 461  | 464  | 467  | 471  | 475  |
|               | 2013 | 2015 | 2016 | 2017 | 2018 | 2019 | 2020 | 2021 | 2022 |